# Балка Шатравина
Балка Шатравина — балка (річка) в Україні у Компаніївському районі Кіровоградської області. Права притока річки Інгулу (басейн Південного Бугу).

## Опис
Довжина балки приблизно 5,47 км, найкоротша відстань між витоком і гирлом — 4,61  км, коефіцієнт звивистості річки — 1,19 . Формується декількома струмками та загатами. На деяких ділянках балка пересихає.

## Розташування
Бере початок на південно-західній стороні від села Інгуло-Кам'янка. Тече переважно на південний схід через село Інженерівку і впадає у річку Інгул, ліву притоку річки Південного Бугу.

## Цікаві факти
- У XX столітті на балці існували птахо-тваринна ферма (ПТФ) та електропідстанція[2], а у XIX столітті — декілька хуторів[1].